# Lotte Nogler
Charlotte Nogler detta Lotte (Cermes, 27 febbraio 1947) è un'ex sciatrice alpina italiana.

## Biografia
Figlia dello sciatore e allenatore di sci alpino Ermanno, Lotte Nogler, sciatrice polivalente, entrò nella nazionale italiana nel 1965; debuttò in campo internazionale in occasione delle SDS-Rennen 1966 (Grindelwald, 11-14 gennaio), dove si classificò 60ª nella discesa libera, 38ª nello slalom gigante, 43ª nello slalom speciale e 41ª nella combinata, e nella medesima località debutto in Coppa del Mondo nella stagione inaugurale, il 10 gennaio 1967 in slalom speciale senza completare la prova, e ottenne il primo piazzamento, il 13 gennaio seguente in discesa libera (24ª). Conquistò il miglior risultato nel circuito il 3 marzo dello stesso anno a Sestriere nella medesima specialità (9ª, suo unico piazzamento a punti); l'anno dopo ai X Giochi olimpici invernali di Grenoble 1968, sua unica presenza olimpica e iridata, si classificò 31ª nello slalom gigante, 20ª nello slalom speciale e non completò la discesa libera. In Coppa del Mondo ottenne l'ultimo piazzamento il 23 febbraio dello stesso anno a Chamonix in discesa libera (30ª) e prese per l'ultima volta il via il 12 dicembre 1969 a Val-d'Isère in slalom speciale, senza completare la prova. Dopo il ritiro si dedicò all'insegnamento dello sci a Ortisei e divenne la prima donna istruttrice di sci in Italia.

## Palmarès

### Coppa del Mondo
- Miglior piazzamento in classifica generale: 35ª nel 1967

### Campionati italiani
- 2 medaglie[7]:
  - 2 argenti (discesa libera nel 1966; slalom speciale nel 1967)